# Lucerito
Lucerito är en ort i Mexiko.   Den ligger i kommunen Atlixtac och delstaten Guerrero, i den sydöstra delen av landet, 230 km söder om huvudstaden Mexico City. Lucerito ligger 2 198 meter över havet och antalet invånare är 108.
Terrängen runt Lucerito är lite bergig. Runt Lucerito är det ganska glesbefolkat, med 40 invånare per kvadratkilometer. Närmaste större samhälle är Copanatoyac, 15,6 km öster om Lucerito. I omgivningarna runt Lucerito växer huvudsakligen savannskog.